# Konchoida Nikomedesa
Konchoida Nikomedesa – krzywa płaska, typ konchoidy uzyskany z prostej. Krzywa ta została opisana i zbadana przez greckiego matematyka Nikomedesa.

## Równanie
Równanie konchoidy Nikomedesa ma postać
{\displaystyle (x^{2}+y^{2})(x-a)^{2}=d^{2}x^{2}.}
Asymptotą tej krzywej jest prosta {\displaystyle x=a.} Jeśli {\displaystyle d>a} i punkt {\displaystyle P} przesuwany jest w stronę punktu {\displaystyle O,} to jest on punktem samoprzecięcia konchoidy.

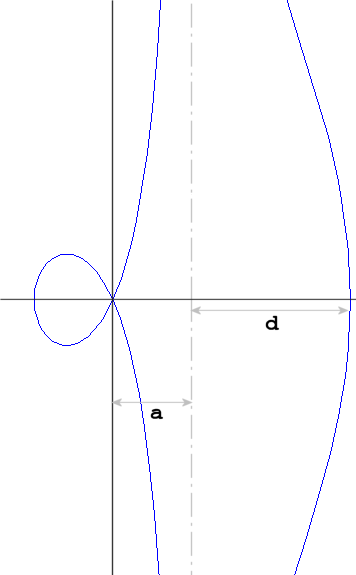
Konchoida Nikomedesa, dla {\displaystyle d>a}
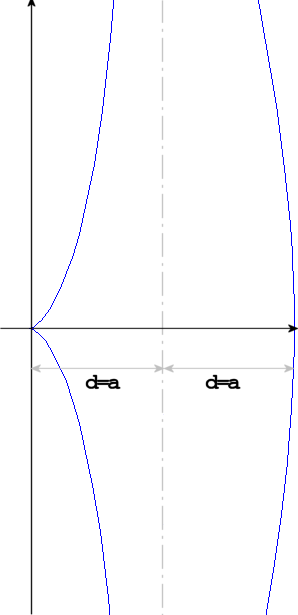
konchoida Nikomedesa dla {\displaystyle d=a}

Przyrząd do rysowania konchoidy Nikomedesa